# Cecil Haig
Cecil Henry Haig (Londra, 16 marzo 1862 – Monnington on Wye, 3 marzo 1947) è stato uno schermidore britannico, vincitore di una medaglia d'argento nella scherma ai giochi olimpici.
Nacque a Kensington, Londra.